# (74478) 1999 CH68
(74478) 1999 CH68 – planetoida z pasa głównego asteroid okrążająca Słońce w ciągu 5,71 lat w średniej odległości 3,19 j.a. Odkryta 12 lutego 1999 roku.